# داویده موناری
داویده موناری (انگلیسی: Davide Munari؛ زادهٔ ۲۷ ژانویهٔ ۲۰۰۰) بازیکن فوتبال اهل ایتالیا است.